# Paul Schultze-Naumburg
Paul Schultze-Naumburg, född 10 juni 1869 i Almrich, Sachsen, död 19 maj 1949 i Jena, var en tysk arkitekt, konstteoretiker, målare, publicist och politiker (NSDAP).

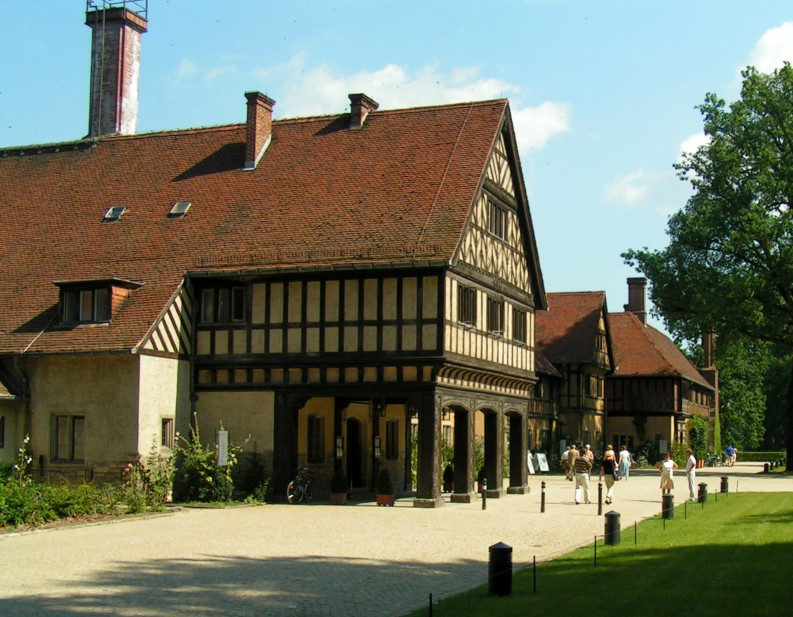
Slottet Cecilienhof ritat av Schultze-Naumburg i en engelsk tudorstil och uppfört 1914–1917 i Potsdam.

Paul Schultze-Naumburg blev medlem av NSDAP 1930. Samma år blev Thüringen det första tyska förbundslandet där nazistpartiet fick ett regeringsinflytande, i en kortvarig koalitionsregering från januari till april, innan ett misstroendevotum fällde denna. Den nyinstallerade nationalsocialistiske inrikes- och utbildningsministern Wilhelm Frick utsåg under den tiden Schultze-Naumburg till direktör för konsthögskolan i Weimar, som då gavs namnet Hochschule für Baukunst, bildende Künste und Handwerk [Högskola för byggnadskonst, bildkonst och hantverk]. Detta skulle han förbli fram till 1939.
I augusti 1934 publicerades ett upprop formulerat av Joseph Goebbels i NSDAP:s partiorgan Völkischer Beobachter. I korthet handlade detta om att offentligt visa Führern sin trohet. Det var undertecknat av namnkunniga författare, bildkonstnärer, konsthistoriker, arkitekter, skådespelare, musiker och tonsättare. Bland dem fanns Paul Schultze-Naumburg.
Mot slutet av andra världskriget återfanns Paul Schultze-Naumburg på propagandaministeriets lista över "gudabenådade" kulturskapare, den så kallade Gottbegnadeten-Liste, vilket skänkte honom ett extra skydd av staten och befriade honom från allt deltagande i militär verksamhet.

## Publikationer (urval)
- Kunst und Rasse (Lehmann, München 1928, en fjärde upplaga 1942)
- Kampf um die Kunst, Nationalsozialistische Bibliothek Heft 36 (Eher, München 1932)
- Kunst aus Blut und Boden (Seemann, Leipzig 1934)
- Rassengebundene Kunst (Brehm-Verlag, Berlin 1934)
- Die Kunst der Deutschen. Ihr Wesen und ihre Werke (Deutsche Verlagsanstalt, Stuttgart 1934)
- Nordische Schönheit. Ihr Wunschbild im Leben und in der Kunst (Lehmann, München 1937)
- Heroisches Italien (München 1938)
- Das Glück der Landschaft. Von ihrem Verstehen und Genießen (Engelhard, Berlin 1942)

## Om Paul Schultze-Naumburg på svenska
- Per Landin, Resan till Saaleck, Bokförlaget Atlantis 2013
- Harald Jähner, Hisnande tider: livet i Tyskland 1918-1933, Bokförlaget Daidalos 2024